# Cabo Juby
O Cabo Juby (em árabe: رأس جوبي; romaniz.: Ra's Juby) é um cabo na costa do sul de Marrocos, junto à pequena cidade de Tarfaya, perto da fronteira com o Saara Ocidental, frente às ilhas Canárias.
O termo Cabo Juby também é utilizado para designar a parte sul do protetorado Espanhol de Marrocos.

## História
No tratado de 28 de Maio de 1767, o sultão de Marrocos não garantia a segurança dos pescadores espanhóis nas costas a sul de Agadir ou do rio Noun, ao não ter a soberania sobre os povoados das mesmas (artigo 18 do Tratado).
Em 1879, a Companhia da África Noroeste (da Grã-Bretanha) estabeleceu ali um posto com o nome de Port Victoria, depois de laboriosas conversações com o xeque da região, Ben Beiruk, já que o sultão de Marrocos tinha reconhecido que o Cabo Juby se encontrava fora dos limites do seu império. Isto ocorreu em 1879, quando Beiruk concedeu a Mackenzie uma faixa da costa de Tarfaya entre o Cabo Juby e a Ponta Stafford.

Quando Marrocos se tornou independente em 1956, pediu a Espanha que cedesse as áreas que controlava. Após alguma resistência durante 1957, o Cabo Juby foi cedido a Marrocos em 1958.

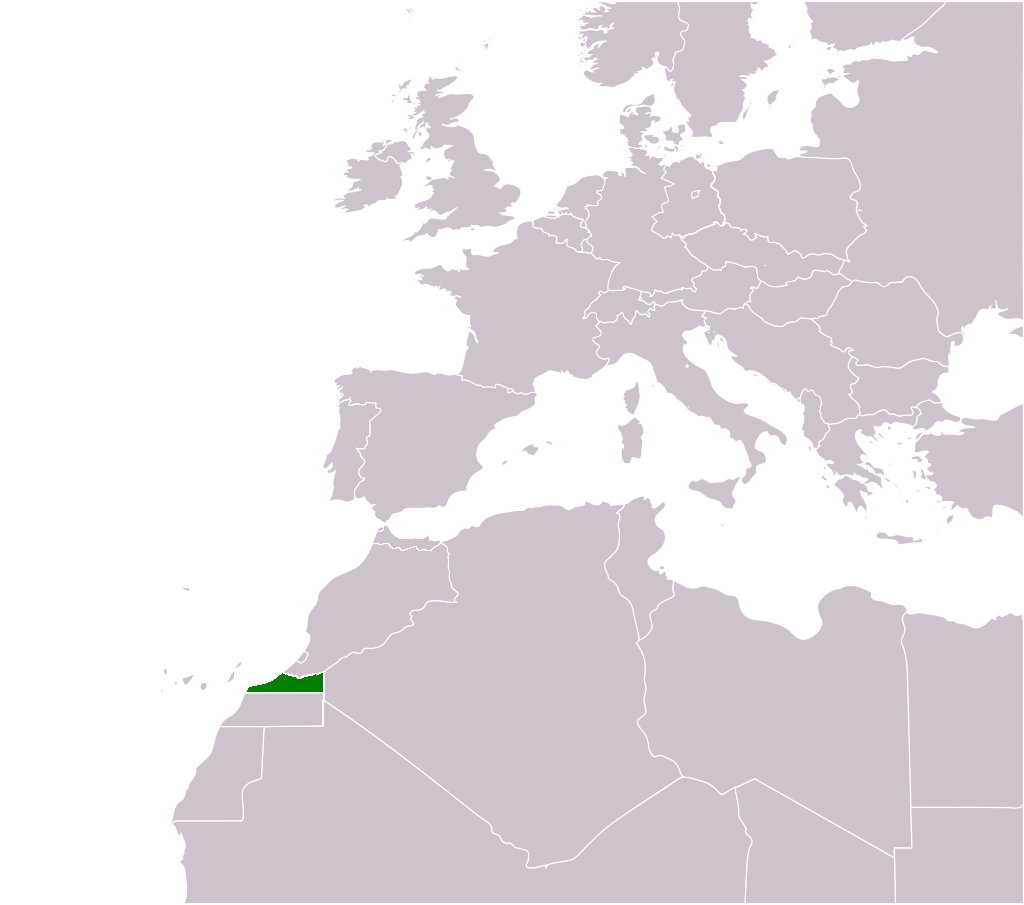
Localização da zona Sul, do protetorado Espanhol de Marrocos.
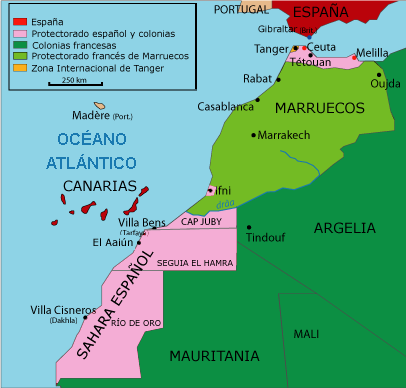
Mapa das possessões espanholas no Norte de África na primeira metade do século XX, quando o termo Cabo Juby era usado para designar um dos territórios espanhóis.

## Administração
Segundo o ordenamento administrativo marroquino, o cabo pertence à província de Tarfaya e à região de Laâyoune-Boujdour-Sakia El Hamra. A maior parte desta última ocupa áreas do Saara Ocidental (antigo Saara Espanhol), cuja anexação por Marrocos não é reconhecida por muitos países.